# VfL Frotheim 1925
Der VfL Frotheim (Verein für Leibesübungen Frotheim von 1925 e.V.) ist ein Sportverein aus dem nordrhein-westfälischen Frotheim, Kreis Minden-Lübbecke. Im Februar 2025 lag die Mitgliederanzahl bei 1260 Personen.

## Geschichte

### Vereinsgeschichte
Der VfL Frotheim geht auf den am 16. Mai 1925 eingetragenen Sportverein Frotheim – damals auch Freie Spiel- und Sportvereinigung genannt – zurück. Der Sportverein Frotheim war dem Arbeiter-Turn- und Sportbund angeschlossen. Um 1930 spielte die Fußballmannschaft des Sportvereins in der Bezirksklasse. 1930 wurde mit der Turngemeinde Frotheim ein zweiter Sportclub im Ort gegründet. Die Turngemeinde gehörte der Deutschen Turnerschaft an. Mit dem Verbot des Arbeiter-Turn- und Sportbundes ging im Mai 1933 die Zwangsauflösung des Sportvereins Frotheim durch die Nationalsozialisten einher. Die Mitglieder des Sportvereins wechselten nach und nach zur Turngemeinde. Der Zweite Weltkrieg brachte das Vereinsleben 1943 vollständig zum Stillstand.
Im August 1945 musste die Turngemeinde Frotheim aufgrund eines Kontrollratsbeschlusses der britischen Besatzungskräfte umbenannt werden. Der Vereinsbetrieb (Leichtathletik, Fußball, Schwimmen, Turnen, Handball) wurde unter dem Namen Sportgemeinde Frotheim wieder aufgenommen. 1954 kam es zur Gründung des Fußballclubs Frotheim, da die Fußballabteilung der Sportgemeinde brachlag. Am 8. Januar 1956 schlossen sich der Fußballclub und die Sportgemeinde zum VfL Frotheim 1925 zusammen.

### Frauen-Feldhandball
Die Frauenfeldhandballmannschaft der Sportgemeinde Frotheim spielte von 1948 bis 1952 in der Bezirksklasse Minden-Lübbecke-Herford und von 1952 bis 1958 in der Bezirksklasse Niedersachsen. Die Bezirksklasse war im Feldhandball der Frauen damals die höchste Spielklasse in Nordrhein-Westfalen und Niedersachsen. Die Frauen der Sportgemeinde gewannen zwischen 1949 und 1952 viermal die Bezirksklassenmeisterschaft und 1951 die im Pokalmodus ausgetragene Ostwestfalenmeisterschaft. 1949 und 1952 scheiterten sie im Kampf um die Westfalenmeisterschaft, die ebenfalls im K.-o.-System ausgetragen wurde, jeweils im Halbfinale. Überregional wurden regelmäßig Freundschaftsspiele ausgetragen, u. a. gegen den Berliner SC und Urania Hamburg, den Deutschen Meister von 1953. Zu den Heimspielen kamen häufig mehr als 2.000 Zuschauer.

## Sportarten
Neben Fußball und Tischtennis werden Turnen, Fitness- und Gesundheitssport, Karate, Darts und Bewegungserziehung für Vorschulkinder nach dem Konzept von Renate Zimmer angeboten.

## Persönlichkeiten
Die mehrfache Deutsche Tischtennismeisterin und ehemalige Nationalspielerin Nadine Bollmeier spielte von 1987 bis 1993 beim VfL Frotheim. Der Politiker Markus Wagner trainierte die erste Fußballmannschaft des VfL Frotheim von 1995 bis 1997.